# Sociologia digital
La sociologia digital és una subdisciplina de la sociologia que s'enfoca en comprendre l'ús dels mitjans digitals com una part de la vida quotidiana. També estudia com aquestes diverses tecnologies contribueixen als patrons del comportament humà, les relacions socials i els conceptes del jo. Els sociòlegs s'han involucrat en recerques relacionades amb Internet des del seu inici. Han abordat molts problemes socials relacionats amb les comunitats virtuals, les ciberidentitats i el ciberespai. Han sorgit molts noms variants de recerques similars, termes com 'cibersociologia', 'sociologia d'internet', 'sociologia de les comunitats en línia' i 'sociologia de les xarxes socials', entre d'altres.
La sociologia digital es diferencia d'aquests termes gràcies a un abast més ampli, ja que no només aborda l'Internet o la cibercultura, sinó que també aborda l'impacte d'altres mitjans i dispositius digitals sorgits a partir de la primera dècada del segle XXI sobre l'actual societat. Atès que Internet s'ha tornat més generalitzat i està actualment més vinculat a la vida quotidiana, sembla que les referències "digitals" hagin reemplaçat les referències "ciber". La sociologia digital està relacionada amb altres subdisciplines com les humanitats digitals i l'antropologia digital. La incorporació d'altres títols també s'està iniciant i, a més, s'estan incloent les últimes tecnologies digitals de la Web 2.0 en el seu àmbit, com la tecnologia portàtil, la realitat augmentada, els objectes intel·ligents, l'Internet de les coses i el big data.

## Història
El primer article acadèmic en el qual apareixia el terme "sociologia digital" en el títol va publicar-se el 2009. En l'article, l'autor reflexiona sobre les formes en què les tecnologies digitals poden influir tant en la recerca sociològica com en l'ensenyament i l'educació. L'any 2010, el polític Richard Neal va descriure la sociologia digital com una unió del creixent enfocament acadèmic amb el creixent interès dels negocis globals. No va ser fins a l'any 2013, quan es va publicar el primer llibre purament acadèmic que abordava el tema de la sociologia digital. La recopilació editada de capítols de revisió va abordar una gran varietat de temes, inclosos conceptes i experiències d'espai, comunitat, intimitat, el paper exercit pel gènere i les desigualtats socials respecte l'ús de les tecnologies digitals. També es va abordar l'impacte d'aquestes tecnologies en l'educació, la salut, les finances i els reportatges de guerra. El primer llibre titulat Sociologia digital es va publicar l'any 2015, i va ser escrit per Lupton D.
La primera conferència acadèmica que es va celebrar sobre Sociologia digital, va tenir lloc a Nova York el 2015.

## Desenvolupament
S'han identificat quatre aspectes de la sociologia digital:
1. Pràctica digital professional: ús d'eines de mitjans digitals amb finalitats professionals: per crear xarxes, crear un perfil electrònic, publicitar i compartir recerques i instruir als estudiants.
2. Anàlisis sociològiques de l'ús digital: investigant les formes en què l'ús dels mitjans digitals per part de les persones configura el seu sentit de si mateix, la seva incorporació i les seves relacions socials.
3. Anàlisi de dades digitals: ús de dades digitals per a la recerca social, ja sigui quantitativa o qualitativa.
4. Sociologia digital crítica: anàlisi reflexiva i crítica dels mitjans digitals basats en la teoria social i cultural.

### Pràctica digital professional
Els sociòlegs estan començant a adoptar els quatre aspectes per a l'ensenyament i la recerca. Un nombre creixent de blogs sociològics estan començant a aparèixer i més sociòlegs s'estan unint a la xarxa social de Twitter, per exemple. Alguns escriuen sobre les millors maneres en què els sociòlegs poden utilitzar els mitjans socials com a part de la pràctica acadèmica i sobre la importància de l'arxiu automàtic. També comenten que la recerca sociològica tingui accés obert i, per tant, sigui divulgada a través de Wikipedia

### Ús de mitjans digitals
Els sociòlegs digitals investiguen sobre l'ús de tecnologies portàtils com a part de la quantificació del cos, les dimensions socials de les dades massives i els algorismes que s'utilitzen per interpretar aquestes dades. Altres sociòlegs han preferit centrar l'atenció en el paper de les tecnologies digitals com una part de la vigilància de les persones, a través de tecnologies com càmeres de CCTV i esquemes de fidelització dels clients, així com la vigilància massiva d'Internet que es duu a terme per serveis secrets com l'NSA.
La "bretxa digital", o les diferències en l'accés a les tecnologies digitals experimentades per certs grups socials; com els desfavorits socioeconòmicament, de nivells educatius més baixos, dones i ancians; han preocupat a molts investigadors en l'estudi científic social dels mitjans digitals. No obstant això, s'ha destacat que si bé és important reconèixer i identificar les desigualtats en l'ús de la tecnologia digital, aquest concepte pot arribar a tornar-se simplista i deixar de costat les complexitats de l'accés i el coneixement sobre les tecnologies digitals.
Existeix un creixent interès en les formes en què les xarxes socials contribueixen al desenvolupament de les relacions íntimes i els conceptes del jo. Una de les sociòlogues més conegudes que ha escrit sobre relacions socials, individualitat i tecnologies digitals és Sherry Turkle. En el seu llibre Alone Together, publicat l'any 2011, Turkle aborda el tema de les xarxes socials. Ella sosté que les relacions dutes a terme a través de les plataformes no són tan autèntiques com les trobades que tenen lloc "a la vida real". Aquest contrast entre el món digital i el "món real" ha estat criticat com a "dualisme digital", un concepte similar a l'"aura del digital". Altres sociòlegs s'han posicionat en el costat contrari, argumentant que les relacions dutes a terme a través de mitjans digitals són part del "món real". El terme realitat augmentada s'ha creat com una alternativa, per denotar que el concepte de realitat es veu alterat d'alguna manera per l'ús de mitjans digitals, però no reemplaçat.
L'ús de les xarxes socials per a promoure l'activisme social també ha proporcionat un enfocament nou per a la sociologia digital. Últimament han anat apareixent nombrosos articles sociològics que parlen sobre l'ús de plataformes de xarxes socials com Facebook, Twitter i YouTube com a mitjà per transmetre missatges sobre causes activistes i organitzar moviments polítics.
També s'ha investigat sobre l'ús de la tecnologia per part de les minories racials i altres grups. Aquests estudis de "pràctica digital" exploren la mitigació o aparició de desigualtats socials en ser utilitzades pels grups.

### Anàlisi de dades digitals

Taula que mostra el contingut dels tweets de Pear Analytics, traduït a l'espanyol en ordre descendent i respectiu:
1. Notícies
2. Missatges escombraries (spam) 3. Autopromoció
4. Xerrameca sense sentit
5. Converses
6. Missatges repetits

Els sociòlegs digitals solen utilitzar diversos enfocaments per investigar i estudiar els mitjans digitals, utilitzant-ne tant de qualitatius com de quantitatius. Aquests enfocaments inclouen una recerca etnogràfica, entrevistes i enquestes a usuaris relacionats amb les tecnologies. També incorporen l'anàlisi de les dades produïdes per interaccions de persones amb les tecnologies. Per exemple, les seves publicacions en plataformes de mitjans socials com Facebook, Reddit, 4chan, Tumblr i Twitter o els seus hàbits consumidors en plataformes de compres en línia. Algunes tècniques com el raspat de dades, l'anàlisi de xarxes socials, de sèries de temps i textuals s'utilitzen per analitzar tant les dades produïdes, com les interaccions dels usuaris amb els mitjans digitals.
Per a l'anàlisi de contingut, l'any 2008, Yukihiko Yoshida va dur a terme un estudi anomenat "Leni Riefenstahl i l'expressionisme alemany: investigació en Estudis Visuals Culturals utilitzant els espais semàntics transdisciplinaris dels diccionaris especialitzats". En l'estudi es van prendre bases de dades d'imatges etiquetades amb paraules clau connotatives i denotatives (un motor de cerca) i es va trobar que les imatges de Riefenstahl tenien les mateixes qualitats que les imatges etiquetades com a "degenerades" en el títol de l'exposició "Art degenerat" d'Alemanya del 1937.
L'aparició de les xarxes socials ha proporcionat als sociòlegs una nova forma d'estudiar el fenomen social. Les xarxes socials, com Facebook i Twitter, s'estan explotant cada vegada més per a la recerca. Per exemple, certes dades de Twitter -demogràfics, de temps i ubicació, i connexions entre usuaris- estan disponibles per als investigadors a través d'una API oficial. A partir d'aquestes dades, els investigadors obtenen informació sobre l'estat d'ànim dels usuaris i com es comuniquen entre si. A més, les xarxes socials es poden graficar i visualitzar.
L'ús de grans conjunts de dades, com les obtingudes de Twitter, pot ser un desafiament. En primer lloc, els investigadors han d'esbrinar com emmagatzemar aquestes dades de manera efectiva en una base de dades. Diverses eines comunament utilitzades en anàlisis de Big Data estan a la seva disposició. Atès que els grans conjunts de dades poden ser difícils de manejar i contenir nombrosos tipus de dades (és a dir, fotos, videos, imatges GIF), els investigadors tenen l'opció d'emmagatzemar les seves dades en bases de dades no relacionals, com MongoDB i Hadoop. Processar i consultar aquestes dades és un desafiament addicional. No obstant això, hi ha diverses opcions disponibles per als investigadors. Una opció comuna és usar un llenguatge de consulta, com Hive, juntament amb Hadoop per analitzar grans conjunts de dades.
Internet i les xarxes socials han permès estudiar com es discuteixen els temes controvertits al llarg del temps, també conegut com a Mapatge de problemes. Els sociòlegs poden buscar publicacions relacionades amb un tema molt polèmic i debatut, i després analitzar el text. També poden utilitzar-se una sèrie d'eines de fàcil accés per visualitzar aquestes dades, com MentionMapp o Twitter Streamgraph. MentionMapp mostra com de popular és un hashtag i Twitter Streamgraph mostra amb quina freqüència es combinen certes paraules i com canvia la seva relació amb el temps.

### Sociologia digital crítica
Aquest aspecte de la sociologia digital és potser el que ho distingeix d'altres enfocaments per estudiar el món digital. En adoptar un enfocament reflexiu crític, els sociòlegs poden abordar les implicacions del digital per a la pròpia pràctica sociològica. S'ha argumentat que la sociologia digital ofereix una forma d'abordar les relacions canviants entre les relacions socials i l'anàlisi d'aquestes relacions, qüestionant què és la recerca social i, de fet, quins són els desafiaments de la sociologia enfront a tals transformacions.
Com hauria de respondre la sociologia a les formes emergents de 'dades petites' i 'dades grans', les quals es recopilen en grans quantitats com a part de les interaccions de les persones amb les tecnologies digitals? Suggereix això que una "propera crisi en la sociologia empírica" podria estar en l'horitzó? Com s'identifiquen i disciplinen les pràctiques de treball dels propis sociòlegs a les tecnologies digitals, per exemple a través les mètriques de cites?
Aquestes preguntes són fonamentals per a la sociologia digital crítica, ja que reflecteix el paper de la pròpia sociologia en l'anàlisi de les tecnologies digitals, així com l'impacte de les tecnologies digitals en la sociologia.